# Банско (община Струмица)
 Тази статия е за селото в Северна Македония.  За града в България вижте Банско.  
Банско (наричано още и Баня Банско, на македонска литературна норма: Банско, Бања Банско) е село в югоизточната част на Северна Македония, община Струмица с население 2414 жители (2021). В източната част на селището се намира балнеоложкият курорт Баня Банско.

## География
Банско се намира в Струмишката котловина. Селото е разположено е в северното подножие на планината Беласица в областта Подгорие на 275 метра надморска височина. Отстои на 12 километра източно от град Струмица. Банско е известно със своите лековити минерални извори, използвани още от античността и е значим балнеоложки център в Македония.
Край селото е разположен Банският манастир „Свети 40 мъченици“. В селото са запазени няколко османски хамама - Мал хамам, Ески хамам, Саланха хамам.

## История

### Античност и Средновековие
Животът в района на село Банско е възникнал в дълбока древност, във връзка с използването на топлите минералните извори. Непосредствено източно до селото са разкрити масивни, добре запазени римски терми, датиращи от периода III - VI век, чието проучване и консервиране продължава и сега. Разкрити са 11 помещения с обща площ 623 квадратни метра. Зидовете са съхранени на височина от 2,00 до 6,70 метра. На обектът са констатирани три основни строителни етапа. По начин на градеж и планова схема, римските терми в Банско стоят най-близо до термите в град Хисаря, България.
На 1,5 километра северно от селото са разкрити и консервирани останки от средновековна църква посветена на „Свети Четиридесет мъченици“, изградена през XI - XII век и доизграждана през османския период.
На 1 километър южно от Банско в местността Градище са локализирани останки от късноантична и средновековна крепост. Вероятно тази крепост е идентична с крепостта Термица, спомената в изворите във връзка с Беласишката битка от 1014 година.
Първото споменаване на Банско под формата Банска е в една грамота на крал Стефан Душан от 1343 година. Под същото име Банска селото е споменато и в грамота на Иван и Константин Драгаш от 1378.

### В Османската империя
В османско време се появява и формата Илиджа, но се запазва и Банско.
В „Етнография на вилаетите Адрианопол, Монастир и Салоника“, издадена в Константинопол в 1878 година и отразяваща статистиката на населението от 1873 година Банско (Bansko) е посочено като село със 100 домакинства със 174 жители българи и 120 жители мюсюлмани.
Към 1900 година според статистиката на Васил Кънчов („Македония. Етнография и статистика“), населението на селото брои 770 жители, от които 600 турци и 170 българи. Всички жители на Банско в началото на XX век са под върховенството на Българската екзархия.
По данни на секретаря на екзархията Димитър Мишев („La Macédoine et sa Population Chrétienne“) в 1905 година в селото има 160 българи екзархисти и е отворено българско училище.

### В България
Селото е освободено през Балканската война на 8 октомври 1912 година от четата на войводата Гоце Междуречки преди навлизането на редовни военни части на Българската армия. След Междусъюзническата война в 1913 година селото остава в България. Според Димитър Гаджанов в 1916 година в Банско живеят 407 турци, а останалите жители на селото са българи.

### В Югославия и Северна Македония
В 1953 година селото има 997 жители, от които 241 северномакедонци, 649 турци и 87 други. В 1971 година жителите му са 1207, а в 1981 – 1515. Според преброяването от 2002 година селото има 1992 жители.
Според данните от преброяването през 2021 година Банско има 2414 жители.
| Националност     | Всичко |
| северномакедонци | 827    |
| албанци          | 2      |
| турци            | 1142   |
| роми             | 2      |
| власи            | 0      |
| сърби            | 0      |
| бошняци          | 0      |
| други            | 441    |